# فیلیپ جی. دولان
فیلیپ جی. دولان (انگلیسی: Philip J. Dolan؛ زاده ) یک فیزیک‌دان است.